# Nanos hanskii
Nanos hanskii är en skalbaggsart som beskrevs av Olivier Montreuil och Viljanen 2007. Nanos hanskii ingår i släktet Nanos och familjen bladhorningar. Inga underarter finns listade i Catalogue of Life.